# Liguria (albedo)
Liguria és una característica d'albedo a la superfície de Mercuri, localitzada amb el sistema de coordenades planetocèntriques a 45 ° latitud N i 225 ° longitud E. El nom va ser aprovat per la UAI l'any 1976 i fa referència a una característica d'albedo del quadrangle Raditladi (H-4).